# Deltochilum batesi
Deltochilum batesi är en skalbaggsart som beskrevs av Renaud Maurice Adrien Paulian 1938. Deltochilum batesi ingår i släktet Deltochilum och familjen bladhorningar. Inga underarter finns listade i Catalogue of Life.